# ألفريد جوز
ألفريد جوز (14 فبراير 1896 - 30 سبتمبر 1967) كان جنرالًا ألمانيًا خلال الحرب العالمية الثانية.
شارك في الحرب العالمية الأولى، وحصل على كل من الصليب الحديدي، من الدرجة الثانية والدرجة الأولى. في سنوات ما بين الحربين كان من بين 4000 ضابط تم اختيارهم للبقاء في Reichswehr، الجيش الألماني المقيد الحجم.

تم إرساله في البداية إلى إفريقيا مع طاقم كبير من قبل القيادة العليا للجيوش الألمانية (OKH)، القيادة العليا للجيش الألماني، للعمل كضابط اتصال مع القيادة العليا الإيطالية، كوماندو سوبريمو. كان لدى غوز تعليمات محددة بعدم وضع نفسه تحت قيادة إروين روميل، ولكن فعل ذلك عندما أخبره روميل بشكل قاطع أن قيادة جميع القوات في أفريقيا تناط به. لم يكن هذا صحيحًا، لكن غوز خضع لسلطة رومل، وشغل منصب رئيس هيئة الأركان. لقد أثبت أنه لا يقدر بثمن لقائد الصحراء الشهير، الذي كان معروفًا جيدًا بتوجيه قواته من الجبهة والذي غالبًا ما يفقد الاتصال مع طاقم قيادته أثناء العمليات. قضى غوز عامين ونصف في خدمة رومل في أفريكا كوربس. على الرغم من إرسال القيادة العليا للجيوش الألمانية في البداية لمراقبة القائد المستقل، إلا أنهم سرعان ما طوروا علاقة عمل ممتازة. في ديسمبر 1941، حصل غوز على وسام الفارس الصليبي الحديدي. في أوائل مايو 1943، تم تدويره إلى قوة احتياطي الضباط، وبالتالي كان خارج القارة عندما استسلمت قوات المحور في إفريقيا.

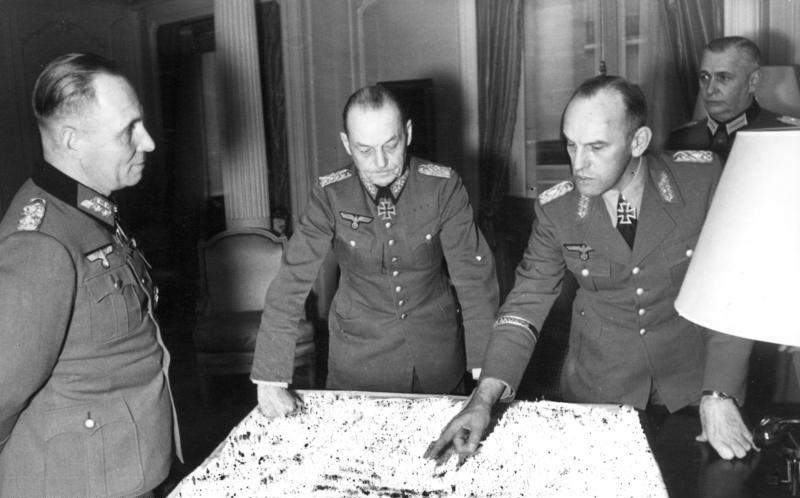
ألفريد جوز (يمين)، مع إروين روميل (يسار) وجرد فون روندستيدت

## الجوائز والأوسمة
- وسام الفارس الصليبي الحديدي في 13 ديسمبر 1941 بصفته اللواء الرائد والشيف دير جنرال ستاب بانزر جروبي «أفريكا» [3]

### اقتباسات
1. 1 2  TracesOfWar | Alfred Gause، QID:Q98839586
2. ↑  Lewin p. 53
3. ↑  Fellgiebel 2000, p. 160.

### قائمة المراجع
- Fellgiebel, Walther-Peer (2000) [1986]. Die Träger des Ritterkreuzes des Eisernen Kreuzes 1939–1945 — Die Inhaber der höchsten Auszeichnung des Zweiten Weltkrieges aller Wehrmachtteile [The Bearers of the Knight's Cross of the Iron Cross 1939–1945 — The Owners of the Highest Award of the Second World War of all Wehrmacht Branches] (بالألمانية). Friedberg, Germany: Podzun-Pallas. ISBN:978-3-7909-0284-6.
- Lewin، Ronald (1968). Rommel As Military Commander. New York: B&N Books. ISBN:978-0-7607-0861-3.

| مناصب عسكرية    | مناصب عسكرية                | مناصب عسكرية    |
| --------------- | --------------------------- | --------------- |
| سبقه {{{سبقه}}} | {{{العنوان}}} {{{الأعوام}}} | تبعه {{{تبعه}}} |
| سبقه {{{سبقه}}} | {{{العنوان}}} {{{الأعوام}}} | تبعه {{{تبعه}}} |